# Engraved in Black
Engraved in Black è il quarto album studio del gruppo symphonic black metal Graveworm.

## Tracce
1. Dreaming into Reality – 7:07
2. Legions Unleashed – 5:29
3. Renaissance in Blood – 3:43
4. Thorns of Desolation – 4:09
5. Abhorrence – 4:51
6. Losing my Religion (R.E.M. Cover) – 4:24
7. Drowned in Fear – 4:49
8. Beauty of Malice – 5:24
9. Apparition of Sorrow – 2:06

## Formazione

### Gruppo
- Stefan Fiori - voce (1997-presente)
- Sabine Meir - tastiere (1997-presente)
- Martin Innerbichler - batteria (1997-presente)
- Eric Righi - chitarra (2001-presente)
- Stefan Unterpertinger - chitarra (1997-2003)

### Altri musicisti
- Herman Kühebacher - fiati in Thorns of Desolation